# Moritz Volz
Moritz Volz (ur. 21 stycznia 1983 w Siegen) – piłkarz niemiecki grający na pozycji prawego obrońcy w TSV 1860 Monachium.

## Kariera klubowa
Karierę piłkarską Volz rozpoczął w małym amatorskim klubie o nazwie SpVgg Bürbach 09. Następnie trafił do szkółki piłkarskiej FC Schalke 04 i do 2000 roku występował w młodzieżowej drużynie tego klubu. Wtedy też został zauważony przez skautów angielskiego Arsenalu i ostatecznie trafił do tego klubu. Będąc zawodnikiem "The Gunners" najczęściej występował w młodzieżowych drużynach oraz rezerwach klubu. W pierwszej drużynie zadebiutował 1 listopada 2000 w przegranym 1:2 meczu Pucharu Ligi Angielskiej z Ipswich Town. Nigdy jednak nie zadebiutował w ligowym spotkaniu Arsenalu i grał jedynie w meczach pucharowych.
Na początku 2003 roku Moritz został wypożyczony do grającego w Division One, Wimbledonu. 4 lutego wystąpił po raz pierwszy w barwach nowego klubu. W 48. minucie meczu z Brighton & Hove Albion zdobył gola, a londyński zespół ostatecznie pokonał rywali 3:2. Do końca sezonu 2002/2003 wystąpił jeszcze w dziewięciu spotkaniach Wimbledonu.
Latem 2003 roku Volz został ponownie wypożyczony, tym razem do innego londyńskiego klubu, Fulham F.C. 16 sierpnia rozegrał swój pierwszy mecz "The Cottagers", którzy pokonali na Craven Cottage Middlesbrough F.C. 3:2. Stał się podstawowym zawodnikiem zespołu i już w zimowym oknie transferowym sezonu 2003/2004 został wykupiony za około milion euro. W 2004 roku zajął 9. miejsce z Fulham, najwyższe za czasów gry w tym klubie. 30 grudnia 2006 w spotkaniu z Chelsea F.C. (2:2) zdobył gola numer 15.000 w historii Premiership, za co otrzymał nagrodę w wysokości 15 tysięcy funtów, którą przeznaczył na cele charytatywne. W 2008 roku utrzymał się z Fulham w Premiership.
28 sierpnia 2008 został wypożyczony na cały sezon do angielskiego Ipswich Town. W nowej drużynie zadebiutował 30 sierpnia w ligowym spotkaniu z Watford. Po rozegraniu 22 spotkań w tym zespole, w maju powrócił do Londynu. W tym samym czasie wygasł mu już kontrakt i Volz opuścił Fulham.
| Sezon   | Klub               | Kraj   | Rozgrywki           | Mecze | Bramki |
| ------- | ------------------ | ------ | ------------------- | ----- | ------ |
| 2000/01 | Arsenal F.C.       | Anglia | Premiership         | 0     | 0      |
| 2001/02 | Arsenal F.C.       | Anglia | Premiership         | 0     | 0      |
| 2002/03 | Arsenal F.C.       | Anglia | Premiership         | 0     | 0      |
| 2002/03 | Wimbledon F.C.     | Anglia | Division One        | 10    | 1      |
| 2003/04 | Fulham F.C.        | Anglia | Premiership         | 33    | 0      |
| 2004/05 | Fulham F.C.        | Anglia | Premiership         | 31    | 0      |
| 2005/06 | Fulham F.C.        | Anglia | Premiership         | 23    | 0      |
| 2006/07 | Fulham F.C.        | Anglia | Premiership         | 29    | 2      |
| 2007/08 | Fulham F.C.        | Anglia | Premiership         | 9     | 0      |
| 2008/09 | Ipswich Town       | Anglia | League Championship | 22    | 0      |
| 2009/10 | ?                  | ?      | ?                   | ?     | ?      |
| 2010/11 | FC St. Pauli       | Niemcy | Bundesliga          | 9     | 0      |
| 2011/12 | FC St. Pauli       | Niemcy | 2. Bundesliga       | 14    | 2      |
| 2012/13 | TSV 1860 Monachium | Niemcy | 2. Bundesliga       | 26    | 0      |
| 2013/14 | TSV 1860 Monachium | Niemcy | 2. Bundesliga       | 1     | 0      |

## Kariera reprezentacyjna
W latach 2003–2006 Volz występował w reprezentacji Niemiec U-21, prowadzonej przez Dietera Eiltsa. W 2006 roku awansował z nią do Mistrzostwa Europy U-21 w Portugalii, jednak na tym turnieju młodzi Niemcy nie wyszli z grupy. 17 listopada 2004 został powołany przez selekcjonera Jürgena Klinsmanna do kadry A na towarzyskie spotkanie z Kamerunem, jednak nie wystąpił w nim ani minuty.